# Station Dortmund-Körne
Station Dortmund-Körne (Duits: Bahnhof Dortmund-Körne) is een S-Bahnstation in het stadsdeel Körne van de Duitse stad Dortmund. Het station ligt aan de spoorlijn Welver - Dortmund Süd.

## Treinverbindingen
| Serie | Treinsoort            | Route | Bijzonderheden |
| ----- | --------------------- | --- | -------------- |
| S 4   | S-Bahn (DB Regio NRW) | Dortmund-Lütgendortmund – Dortmund-Dorstfeld – Dortmund Stadthaus – Dortmund-Körne – Dortmund-Brackel – Dortmund-Wickede – Massen – Unna |                |